# 존 밀턴
존 밀턴(영어: John Milton, 1608년 12월 9일~1674년 11월 8일)은 영국의 시인이자 청교도 사상가로 영국의 문호 셰익스피어에 버금가는 작가로 평가받고 있다. 프로테스탄트의 수호자를 자처했던 올리버 크롬웰 밑에서 외교 비서관을 지내 그를 오랫동안 보좌했다. 기독교 성격의 서사시인《실낙원》의 작가로 유명하다. 밀턴은 위대한 예술가 이전에 고난과 인생 역경을 극복한 인생 자체로 위대한 작가로 평가받는다.

## 생애

### 학문
런던에서 청교도 신앙을 가진 부유한 공증인의 아들로 태어났다.
일찍부터 학문과 문학에 재능과 열정을 보였으며, 열여섯 살에 케임브리지 대학교에 입학했다. 대학을 다닐 때 '귀부인'이라는 별명을 얻을 만큼 용모가 고귀하였으며, 천재성을 발휘하여 〈그리스도 탄생의 아침〉을 썼다. 졸업 후 아버지의 별장에 은둔한 채 전원에서 고전·수학 등을 연구하여, 광범위한 독서와 사색으로 문학적 역량을 쌓으며 몇 편의 작품을 썼다.

## 사상

### 청교도사상
1637년 이탈리아를 여행하고, 1639년 귀국하여서는 국가와 교회가 일치되어 국민 특히 국교회에 반대하고 비국교회를 주장하는 청교도들의 종교적 신념을 가혹한 형벌로 탄압하던 영국 국교회, 즉 영국 성공회에 대항하여 성서주의, 주교제 반대등이 특징인 청교도주의를 받들고 올리버 크롬웰을 지지하였다.

### 급진적인 사상가
혁명이 일어난 뒤 약 10년간 외국어 장관을 지냈으며, 작은 책을 만들어 신학적, 정치적 토론을 하던 영국사회의 관습에 따라 종교·언론·정치 문제에 대한 소논문들을 집필했다. 이 시기의 주요작으로는 서양 역사에서 최초로 언론/출판의 자유를 주장한 아레오파기티카를 출판하였다.
| “ | 국가에 대해서 건전한 조언을 할 수 있는 사람이 자유롭게 말할 수 있고, 그렇게 할 수 있고 할 의지가 있는 사람이 칭송을 받을 때, 그리고 그렇게 할 수도 없고 할 의지도 없는 사람이 침묵을 지킬 수 있을 때, 이것이 진정한 자유입니다. 한 나라에 이보다 더 큰 정의가 있을 수 있겠습니까? | ” |

또한 간통을 이혼사유로 여기던 영국사회의 전통을 깨고, 부부간의 기질과 사상이 맞지 않는다면 이혼할 수 있다고 주장한 이혼의 자유에 대한 글은 밀턴에게 난봉꾼이라는 모독적인 별명이 붙여질만큼 영국 사회의 논란을 일으켰다. 밀턴은 군주제의 속박은 인간성에 대한 모독이요, '하나님의 형상'을 지닌 인간을 '어른이 아닌 아이로서' 행동하도록 만드는 정치라는 신념에 따라 왕정에 반대하고 공화주의를 주장하였으므로, 왕정으로부터 미움을 받았다.
그 실례로 찰스 1세의 아들인 제임스 2세가 왕이 되기 전에 밀턴에게 이렇게 물었다.
| “ | 밀턴, 그대의 실명이(왕정에 반대하는 그대의 신념에 따른) 저술 활동에 대한 하나님의 심판의 결과라고 생각하지 않소? | ” |

제임스 2세의 말뜻을 알아들은 밀턴은 이렇게 대답함으로써, 왕정은 부당하다는 자신의 의지가 꺾이지 않았음을 말하였다.
| “ | 만일 전하께서 여기 우리에게 닥친 재앙을 하늘이 진노하신 징후라고 생각하신다면 전하의 부친이신 찰스 1세의 운명에 대해서는 어떻게 설명을 해야 하겠습니까? 그런 전제에서라면 하늘은 저보다는 전하의 부친께 더 훨씬 더 불쾌하셨던 게지요. 저는 두 눈을 잃었을 뿐이지만 전하의 부친께서는 머리를 잃으셨기 때문입니다. | ” |

이렇듯 밀턴은 당시 영국사회에서는 감당하기 힘들 정도로 급진적인 사상가였으며, 왕정이라는 현재질서에 반대하여 투쟁하는 신념에서 일탈하지 않았다.

## 교육론
밀턴은 로마 가톨릭교회가 지배하던 중세 암흑기에 교육 개혁의 필요성을 주장한 선각자이기도 하다. 그는 1644년 《교육론: Of Education》이라는 논문을 출판했다. 그는 4800 단어에 불과한 이 짧은 논문을 통해 당시의 교육 관습(무분별한 학습과 엄한 체벌 등)을 비판하고, 사회 진보를 위한 교육 개혁의 중요성을 강조했다. 그는 이를 통해 교양과 책임감을 가진 계몽된 시민과 지도자를 양성하고자 했다. 교육의 기본은 성서와 그리스도교의 가르침을 적절히 따르면서 옛 고전을 연구하는 것이었다. 그러면서도 과학에 대한 강조 역시 잊지 않았다. 밀턴이 추구한 교육의 목적은 덕과 자유와 같은 인간의 보편적 진리를 추구하고, 이를 바탕으로 실추된 인간성을 회복하는 것이었다. 이러한 숭고한 목적을 달성하기 위해, 밀턴은 〈아카데미〉라는 교육기관을 통해 자유롭고 도덕적인 시민을 길러내는 동시에 인간의 마음속에 있는 신의 형상, 즉 이성을 밖으로 드러내고자 했다.

## 아레오파지티카
아레오파지티카는 '존 밀턴의 언론 출판 자유에 대한 선언'이라는 부제가 달린 책이다. 밀턴은 이 책에서 거짓과 진리가 열린 자유 시장에서 대결과 경쟁을 벌인다면 필연적으로 진리가 승리한다는 주장을 펴고 있다. 밀턴은 당시 로마 가톨릭교회가 억압하던 자유 중에서 표현의 자유가 어떤 자유나 인권보다 중요한 천부적 인권임을 강조하면서 이것을 억제하는 종교야말로 악이며 거짓(비 진리)이라고 하였다. 밀턴의 아레오파기티카는 인류 최초로 언론의 자유를 주장한 저서로 평가받고 있으며 아레오파기티카는 현재 언론학자들의 필독서이다.

## 문학세계

### 실낙원
밀턴은 동북아시아의 공통문자인 한문처럼, 서양세계의 고전언어인 라틴어로 읽고 쓸 줄 알았지만, 라틴어가 존숭되던 시기에 자신의 민족언어인 영어를 소중하게 여겼다. 한국문학사에서도 서포 김만중 선생이 "외국어인 한문으로 글을 쓰는 것은 앵무새가 말을 흉내내는 것과 같다."라고 주장하면서 민족언어인 한글로써 쓴 한글소설들인 《구운몽》,《사씨남정기》를 저술한 것처럼 민족언어로써 글을 써서 민족언어의 아름다움을 드러내고자 한 언어 민족주의를 주장한 것이다.
| “ | 만일 제가 무엇인가 후세를 위해 글로 쓰게 된다면, 저의 조국을 명예롭게 만들고 지식을 충만케 하여 하나님을 영예롭게 하는 것 말고는 달리 고려할 것이 없습니다. 저는 모든 근면과 기예를 다 발휘하여 나의 모국어를 아름답게 장식하는 데 사용할 것입니다. 이 섬나라에 사는 저의 동포 시민들 사이에서 일어난 가장 훌륭하고 슬기로운 일들을 모국어로 전달하고 해석하는 자가 되겠습니다. 혹시 라틴어로 글을 쓰면 해외에서 더 큰 명예를 얻을 수 있을지 모르나, 그런 데에 관심을 두지 않고, 이 영국 땅을 나의 세계로 삼는 것으로 만족하려 합니다. | ” |

실낙원은 이러한 신념의 열매이다. 1660년에는 찰스 2세의 즉위로 영국공화정이 역사의 뒤안길로 사라짐에 따라 추방되어, 과로로 실명한 채 시작(詩作)에 몰두하였다. 1667년 딸들의 도움을 받아서 집필한 불후의 대작 《실낙원》을 발표하였는데, 이것은 영문학 사상 유일한 세계적 서사시가 되어 후세에 지대한 영향을 끼쳤다. 이어 《투사 삼손》, 《복낙원》 등 청교도적 사상을 나타낸 대작을 계속 발표하여, 영문학 사상 최대의 시인이 되었다.
토머스 칼라일은 밀턴의 작품을 "성당에서 울려나오는 노래와 같다"고 평가했다.

### 소네트
밀턴은 소네트 시인으로도 유명하다.
그는 로마 가톨릭 교회가 이탈리아 북부 피에몬테 지방에서 프로테스탄트인 발도파를 학살한 피에몬테 학살 사건에 대해 듣고 이에 항의하는 시를 쓴다. 그의 소네트 18번 <On the Late Massacre in Piedmont> 라는 시는 다음과 같다.
Avenge O Lord thy slaughter'd Saints, whose bones(복수하소서, 오 신이여, 학살당한 당신의 성인들의 뼈가)
Lie scatter'd on the Alpine mountains cold,(알프스 산위에 차갑게 흩뿌려져 있나니)
Ev'n them who kept thy truth so pure of old(당신의 오래되고 순수한 진리를 지켜왔던 그들조차)
When all our Fathers worship't Stocks and Stones,(모든 조상들이 돌과 나무를 숭배할 때)
Forget not: in thy book record their groanes(그들을 잊지 마소서, 당신의 책에 그들의 신음을 기록하소서)
Who were thy Sheep and in their antient Fold(당신의 양이자 예전부터 섬겨왔던 이들을)
Slayn by the bloody Piemontese that roll'd(피의 피그몬테가의 사람들이 굴림에 의해 잔혹하게 학살된)
Mother with Infant down the Rocks. Their moans(엄마와 아이를 저 바위 아래로, 그들의 고통은)
The Vales redoubl'd to the Hills, and they(계곡에서 언덕으로, 또 그들은)
To Heav'n. Their martyr'd blood and ashes sow(하늘로 울려 퍼졌습니다. 그들의 순결한 피와 재는 뿌려졌습니다)
O're all th' Italian fields where still doth sway(아직도 폭군이 지배하는 모든 이탈리아의 땅에)
The triple Tyrant: that from these may grow(삼중의 폭군(교황의 삼중관)으로부터 온 것들은 자라나서)
A hunder'd-fold, who having learnt thy way(그럼 백배나 많은 사람들이 당신의 뜻을 배워)
Early may fly the Babylonian wo.(일찍이 바빌로니아의 화를 피할 수 있을 것입니다)
이 시는 2개의 quatrain 과 2개의 tercet으로 구성된 소네트로 영미시의 최고 걸작으로 꼽힌다.

### 리시다스(1637년)
케임브리지 대학교에서 그의 친구였고 젊은 목회자였던 에드워드 킹이 물에 빠져 사망하자, 그를 위한 애가시를 쓰는 데, 그 시의 제목이 리시다스였다. 이 시의 초안은 현재 트리니티 칼리지 (케임브리지 대학교)에 소장되어 있다.

## 종교적 신념
인위적 전통에 반대하고 성서의 철저한 실천을 주장한 청교도 사상에 따라, 성서를 연구하는데 생의 대부분을 바쳤고 진리를 제대로 이해하려면 예수 재림의 때가 와야 한다고 생각하였다. 종교적 관용을 누구보다 주장했던 밀턴은 로마 가톨릭에 대해서는 관용을 베풀어선 안된다고 주장했다. 밀턴의 로마 가톨릭 교회에 대한 인식을 잘 나타내주는 발언은 다음과 같다. 
| “ | "가톨릭은 이중적인 권력을 요구한다. 하나는 성직에 대한 권력과 다른 하나는 정치적 권력으로 이들 두 가지 권력은 상호 보완적이다..그래서 가톨릭은 우상이고 공적으로는 물론 사적으로도 관용될 수 없다." | ” |

## 참고 문헌
- 《밀턴 평전》(박상익, 2008, 푸른역사)